# رولاند لینز
رولاند لینز (انگلیسی: Roland Linz؛ زادهٔ ۹ اوت ۱۹۸۱) بازیکن فوتبال اهل اتریش است.
از باشگاه‌هایی که در آن بازی کرده‌است می‌توان به باشگاه فوتبال گراس‌هاپر زوریخ، باشگاه فوتبال غازی عینتاب‌اسپور، باشگاه فوتبال بلننسس، باشگاه فوتبال بوآویشتا، باشگاه فوتبال آدمیرا واکر مودلینگ، باشگاه ورزشی براگا، باشگاه فوتبال اشتورم گراتس، باشگاه فوتبال مونیخ ۱۸۶۰، باشگاه فوتبال نیس، باشگاه فوتبال آستریا وین، و باشگاه فوتبال موانگتونگ یونایتد اشاره کرد.
وی همچنین در تیم ملی فوتبال اتریش بازی کرده‌است.